# تنگدره (فومن)
تنگدره ، روستایی از توابع بخش مرکزی شهرستان فومن در استان گیلان ایران است.

## جمعیت
این روستا در دهستان گوراب پس قرار دارد و براساس سرشماری مرکز آمار ایران در سال ۱۳۸۵، جمعیت آن ۶۸۱ نفر (۱۷۳خانوار) بوده‌است.